# Lancetes
Lancetes là một chi bọ cánh cứng trong họ Dytiscidae.
Chi này được Sharp miêu tả khoa học năm 1882.

## Các loài
Các loài trong chi này gồm:
- Lancetes angusticollis (Curtis, 1839)
- Lancetes arauco Bachmann & Trémouilles, 1981
- Lancetes backstromi Zimmermann, 1924
- Lancetes biremis Riha, 1961
- Lancetes borellii Griffini, 1895
- Lancetes dacunhae Brinck, 1948
- Lancetes delkeskampi Riha, 1961
- Lancetes falklandicus Riha, 1961
- Lancetes flavipes Zimmermann, 1924
- Lancetes flavoscutatus Enderlein, 1912
- Lancetes immarginatus Zimmermann, 1924
- Lancetes lanceolatus (Clark, 1863)
- Lancetes marginatus (Steinheil, 1869)
- Lancetes mixtus (C.O.Waterhouse, 1881)
- Lancetes nigriceps (Erichson, 1834)
- Lancetes praemorsus (Erichson, 1834)
- Lancetes subseriatus Zimmermann, 1924
- Lancetes tarsalis Riha, 1961
- Lancetes theresae Sharp, 1902
- Lancetes towianicus Zimmermann, 1924
- Lancetes varius (Fabricius, 1775)
- Lancetes waterhousei Griffini, 1895